# 초등수학

기하학적 도형 모음(모양). 주어진 색의 모양은 모두 유사하다. 도형과 기초 기하학은 초등수학에서 중요한 주제이다.

초등수학 또는 기초수학(Elementary mathematics)은 전 세계 초등 또는 중등학교 수준에서 일반적으로 가르치는 수학 주제에 대한 연구이다. 여기에는 수 감각, 대수학, 기하학, 측정 및 데이터 분석을 포함한 광범위한 수학적 개념과 기술이 포함된다. 이러한 개념과 기술은 보다 발전된 수학 연구의 기초를 형성하며 다양한 분야와 일상 생활에서 성공하는 데 필수적이다. 초등 수학 학습은 학생 교육의 중요한 부분이며 미래의 학업 및 직업적 성공을 위한 기반을 마련한다.